# Lutherstiege Augsburg

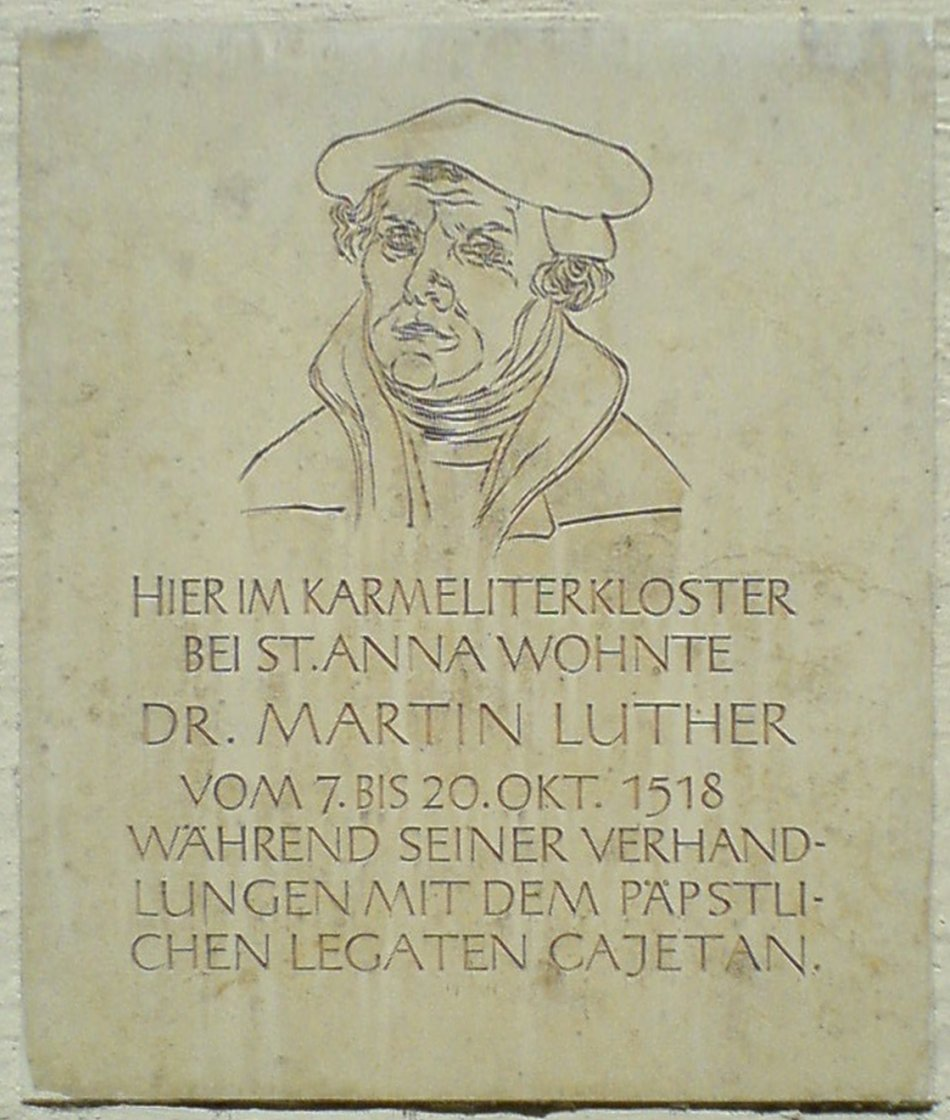
Gedenktafel für Martin Luther an einer Außenwand der St.-Anna-Kirche

Die Lutherstiege ist ein theologisch-historisches Museum in der Augsburger Kirche St. Anna und dokumentiert vor allem die Ereignisse, die zur Reformation und damit zur abendländischen Kirchenspaltung geführt haben.

## Geschichte
Anlässlich des 500. Geburtstags Martin Luthers 1983 plante die Stadt Augsburg die Einrichtung eines Museums, das sich mit seiner Person sowie mit den Ereignissen der Zeit beschäftigen sollte. Ein besonderer Schwerpunkt sollte auf Augsburg gelegt werden, das während der Reformation eine besondere Rolle gespielt hatte.
Leerstehende Nebenräume einer ehemaligen Klosterkirche der Karmeliten, jetzt die Evangelisch-Lutherische Pfarrkirche St. Anna, boten sich dafür an. Das Museum, das den Namen „Lutherstiege“ erhielt, konnte 1983 wie geplant eröffnet werden.
Nach Umbauarbeiten wurde die Lutherstiege am 22. April 2012 wieder eröffnet. Von 2020 bis 2022 war die Einrichtung wegen der COVID-19-Pandemie in Bayern (enge Räumlichkeiten) geschlossen.

## Ausstellung
Die Lutherstiege befasst sich mit Leben und Wirken Luthers sowie den Ereignissen der Reformationszeit, die zur Spaltung der Westkirche geführt haben. Daneben werden auch die mit dem Namen der Stadt verbundenen kirchengeschichtlichen Begebenheiten (zum Beispiel der Augsburger Religionsfriede) ins Bewusstsein der Besucher gerückt.
Einen besonderen Schwerpunkt legt das Museum auf ein historisch entscheidendes Gespräch zwischen Luther und dem Kardinal Thomas Cajetan, einem Abgesandten der römischen Kurie, das im Augsburger Fuggerpalast vom 7. bis 20. Oktober 1518 geführt wurde und ein letztes Mal die Unvereinbarkeit der beiden Positionen deutlich machte – Luther sollte seine berühmten 95 Thesen zum Ablass widerrufen.
Luther lebte damals für zwei Wochen im Kloster bei St. Anna, das er als Herberge und Stützpunkt nutzte. Als sich nach seiner Weigerung zu widerrufen die Lage immer mehr zuspitzte, floh er von hier aus schließlich aus der Stadt, um nicht von kaiserlichen Soldaten festgenommen zu werden. Christoph Langenmantel, Domherr und Karmeliter in St. Anna, sowie Sohn des zu dieser Zeit amtierenden Augsburger Bürgermeisters Georg Langenmantel, führte ihn, in der Nacht vom 19. zum 20. Oktober, heimlich durch eine geheime Pforte in der Stadtmauer, so dass er entfliehen konnte. Laut Überlieferung soll Langenmantel an der Pforte zu Luther gesagt haben: „Da hinab“, weshalb dieser Ort noch heute so heißt und dort auch eine entsprechende Gedenkinschrift eingelassen wurde. Mit Datum vom 25. November 1518 sandte ihm Luther aus Wittenberg einen Dankesbrief.
Die Lutherstiege gliedert sich in mehrere Räume:
- Cajetan-Flur (Darstellung der Begegnungen von Cajetan und Luther)
- Confessio-Zimmer (Dokumente zur Confessio Augustana)
- Friedenszimmer (Entwicklung der evangelischen Kirche vom Augsburger Interim über den Augsburger Religionsfrieden bis zum Westfälischen Frieden)
- Große Sakristei (Altargeräte und kostbare Bücher für den Gottesdienst)
- Karmelitenzimmer (Dokumente aus der Klostergeschichte)
- Lutherkammer (Literarisches und theologisches Werk Luthers)
- Ostchor (Darstellung Luthers auf einem Gemälde von Lucas Cranach dem Älteren)

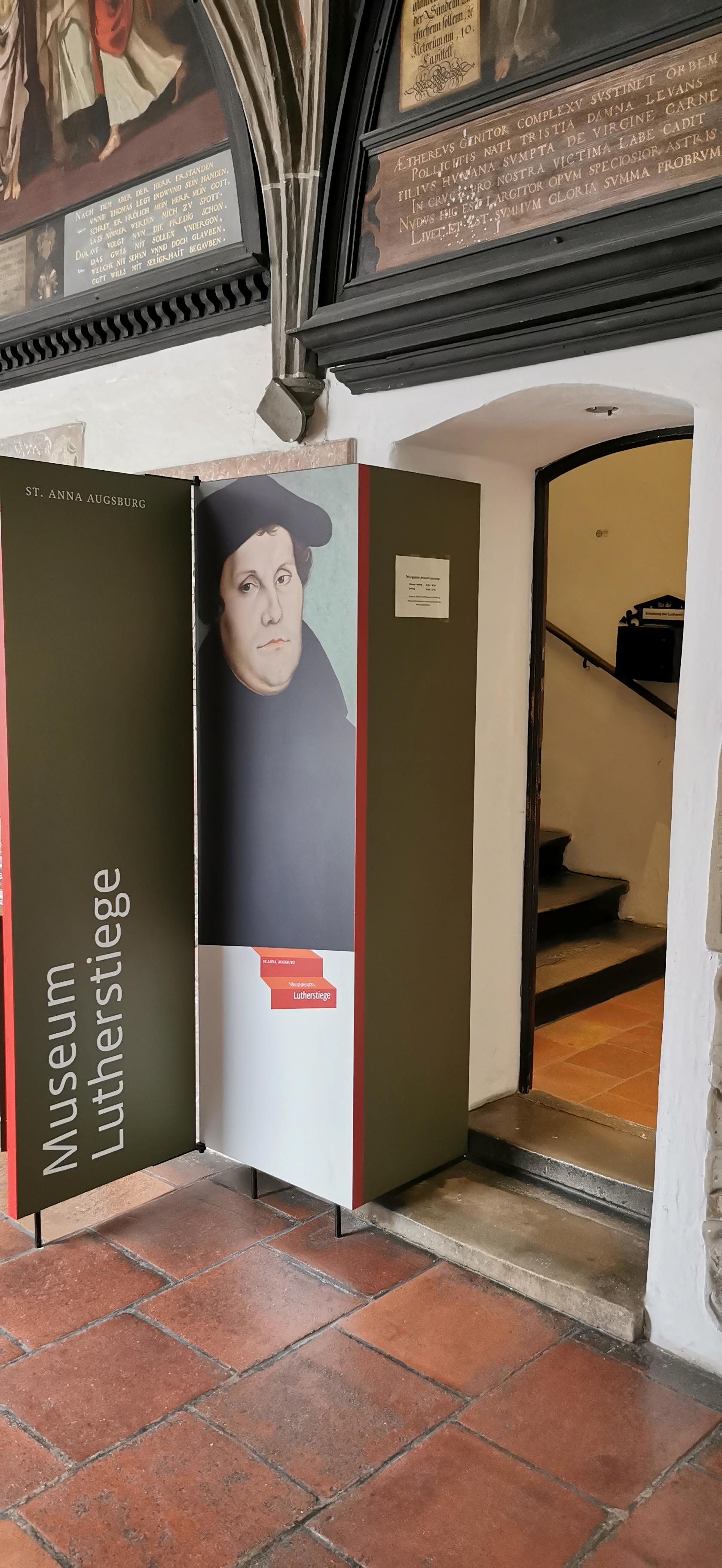
Eingang
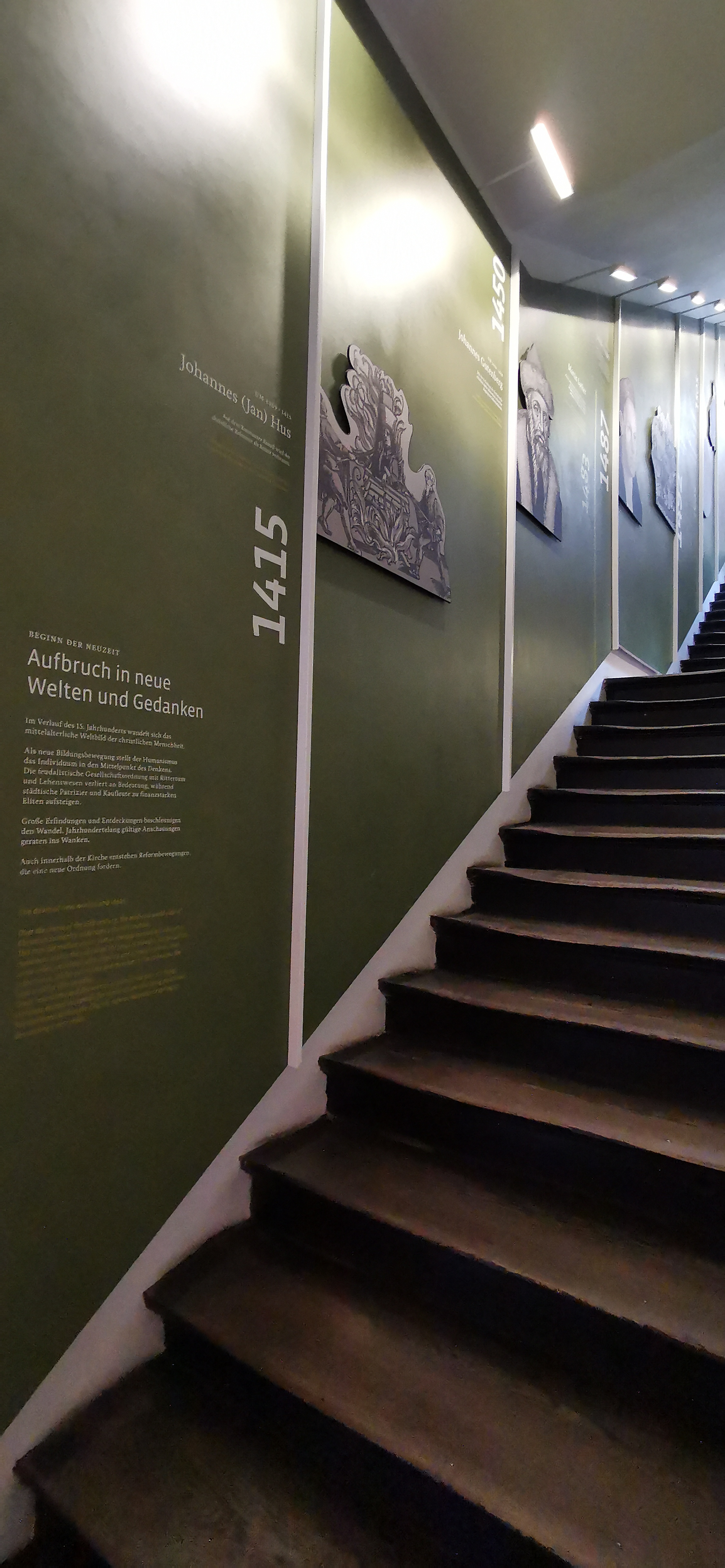
Stiege
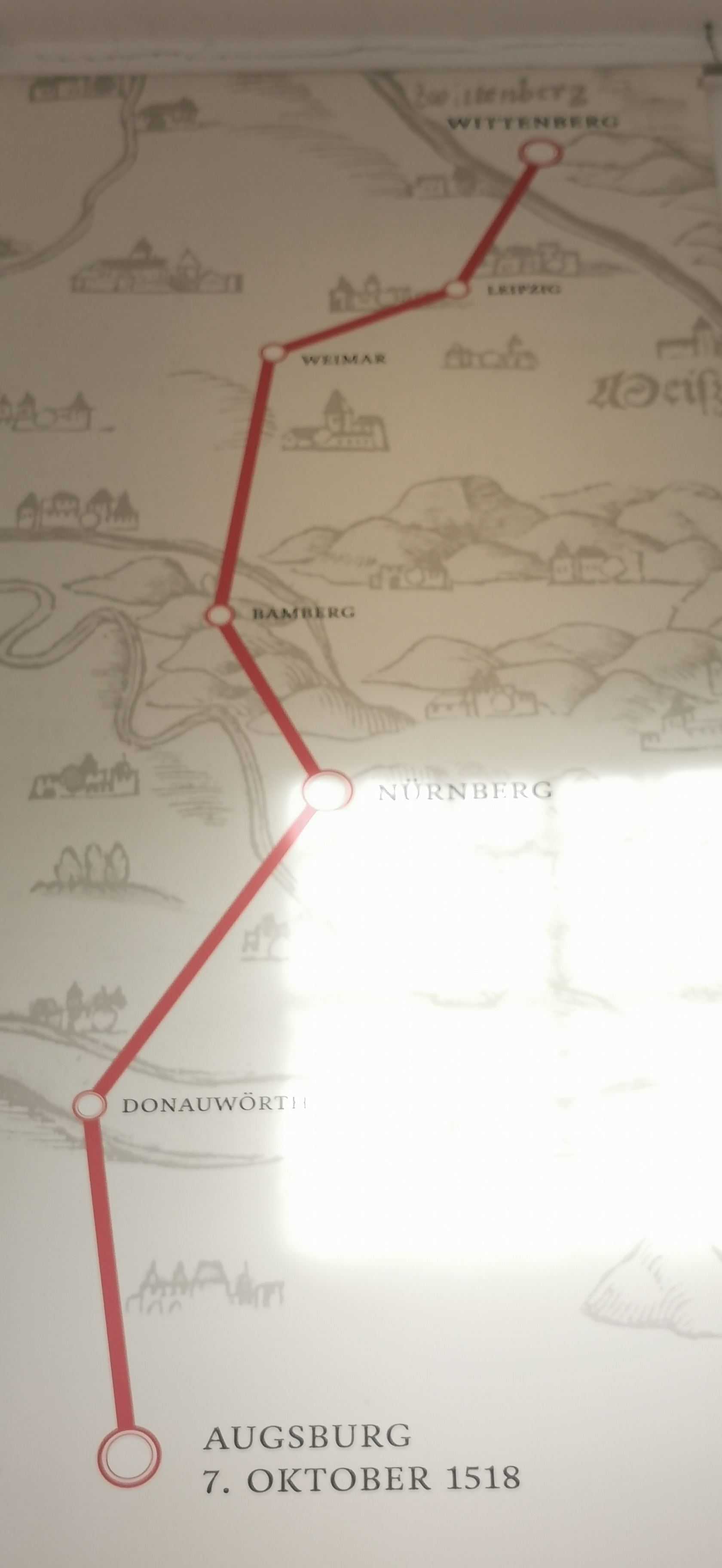
Reiseverlauf 1518
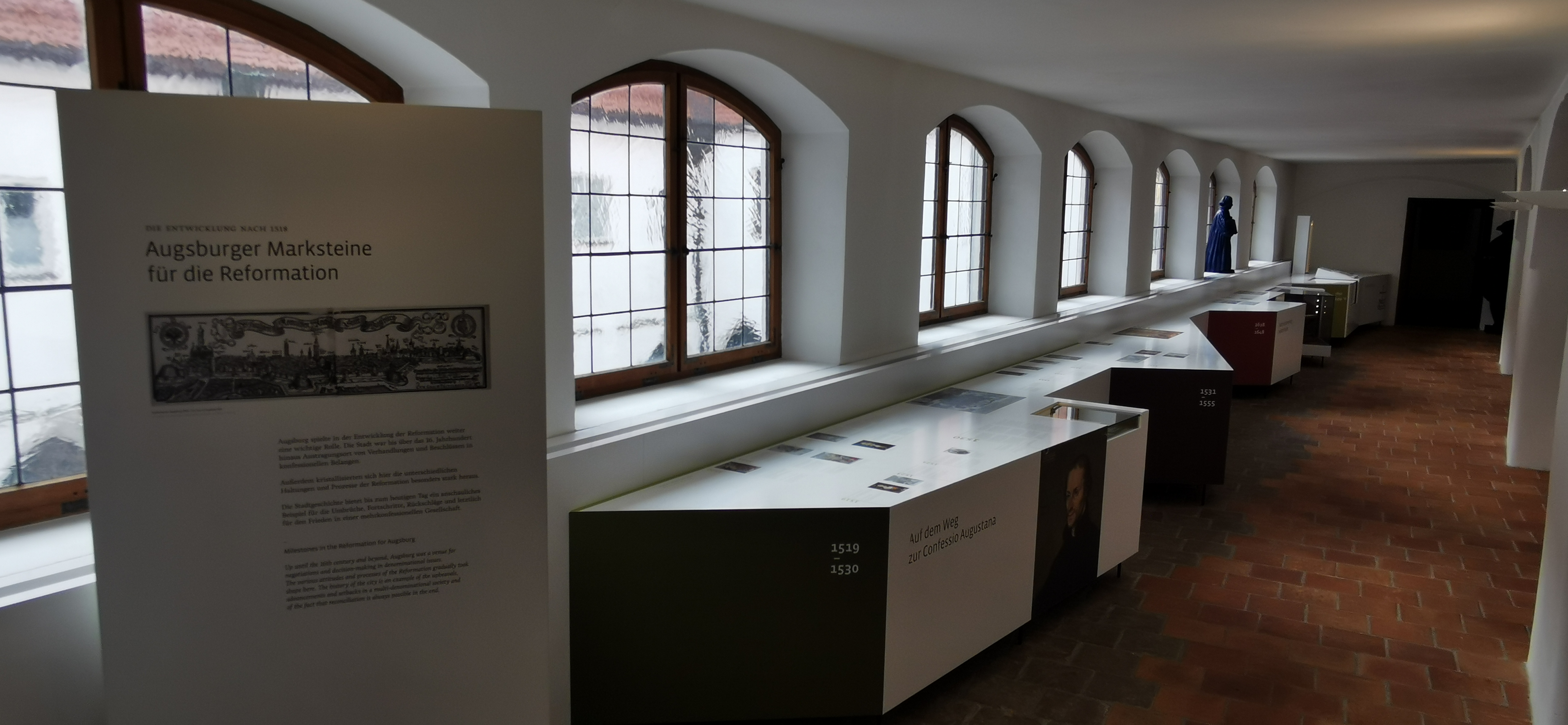
Empore
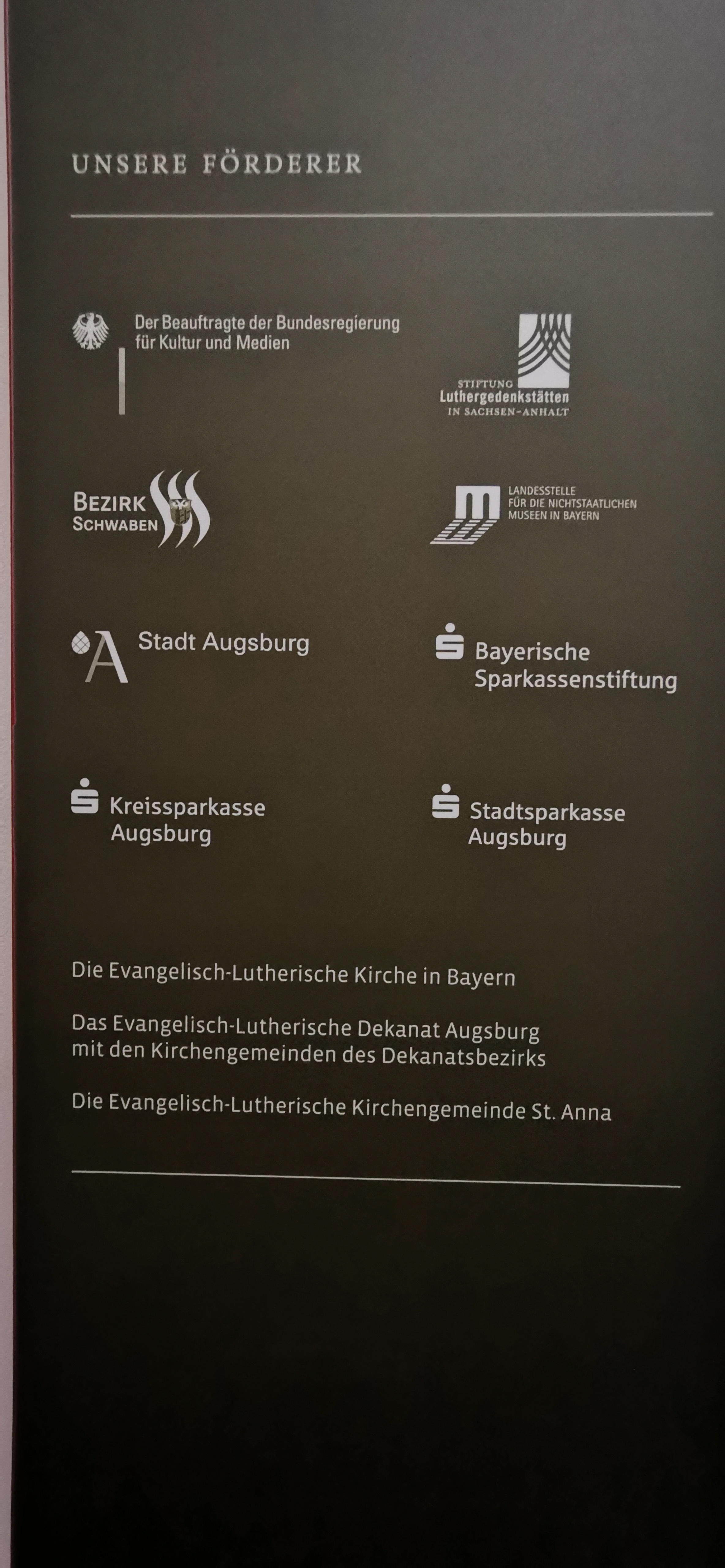
Förderer

## Sammlungen
Eine Spezialsammlung umfasst literarische Werke, darunter die Ausgabe der Werke Luthers durch Johann Georg Walch von 1743 in 24 Bänden.